# Coquillettidia shannoni
Coquillettidia shannoni är en tvåvingeart som först beskrevs av Lane och Antunes 1937.  Coquillettidia shannoni ingår i släktet Coquillettidia och familjen stickmyggor. Inga underarter finns listade i Catalogue of Life.